# Planckmassa
In de natuurkunde is de planckmassa (aangeduid door mP) de eenheid van massa in het systeem van natuurlijke eenheden dat bekendstaat als de planckeenheden. De planckmassa is gedefinieerd als
{\displaystyle m_{P}={\sqrt {\frac {\hbar c}{G}}}\approx 1{,}2209\times 10^{19}\ \mathrm {GeV} /c^{2}=2{,}176\times 10^{-8}\mathrm {kg} .}
waar c de lichtsnelheid in een vacuüm is, G de gravitatieconstante en ħ de gereduceerde planckconstante.

## Betekenis
De planckmassa is de massa waarvoor de schwarzschildstraal op een factor π na gelijk is aan de comptongolflengte. Deeltjesnatuurkundigen en kosmologen gebruiken vaak de term gereduceerde planckmassa. Deze is gelijk aan
{\displaystyle {\sqrt {\frac {\hbar {}c}{8\pi G}}}} ≈ 4,340 × 10−9 kg ≈ 2,43 × 1018 GeV/c2.
De toegevoegde factor {\displaystyle 1/{\sqrt {8\pi }}} vereenvoudigt een aantal vergelijkingen in de algemene relativiteitstheorie. De planckenergie is
{\displaystyle E_{P}=M_{P}\times c^{2}\approx 1{,}22\times 10^{19}\mathrm {GeV} }
De planckmassa kan voorts worden gedefinieerd als de grootst mogelijke massa die één enkel kwantum kan hebben. Als twee kwanta met deze massa elkaar ontmoeten kunnen ze een elementair zwart gat vormen, dat ofwel verder uitgroeit doordat het steeds meer deeltjes aantrekt, ofwel vrijwel meteen verdampt als gevolg van de Hawkingstraling.

## Herkomst
De naam eert Max Planck, die het begrip als eerste invoerde en ook andere planckeenheden ontdekte.